# Vilhelm Hernlund
Carl August Vilhelm Hernlund, född 10 februari 1888 i Stockholm, död 24 maj 1966, var en svensk ämbetsman och kommunalpolitiker.
Hernlund blev filosofie kandidat vid Stockholms högskola 1910, filosofie licentiat 1912, extra geodet vid Rikets allmänna kartverk 1910, ordinarie geodet 1910 och observator 1912, extra byrådirektör i Lantmäteristyrelsen 1917, ordinarie byrådirektör 1920, vid Rikets allmänna kartverk: tillförordnad arbetschef 1930, ordinarie arbetschef 1931 samt överdirektör och chef 1937-54.
Hernlund var kassaförvaltare i Medicinska föreningen i Stockholm från 1911 (hedersledamot 1927), stadsfullmäktig i Stockholm 1922-42, förste vice ordförande 1938-42, ordförande för dess högergrupp 1929-30 och 1934-36, ledamot av stadsplanenämnden 1924-39, av gatunämnden 1925-28 och 1933 och av stadskollegiet 1926-36 och 1938-40 samt ordförande i byggnadsnämnden 1939-47.  
Hernlund var vidare ledamot av styrelsen för AB Stockholms Spårvägar 1936-39, ordförande i styrelsen för Stiftelsen Wilhelm Govenii Minne i Stockholm från 1930, vice ordförande i överstyrelsen för Stockholms brandstodsbolag från 1944, ledamot av styrelsen för Oscar II:s och drottning Sofias guldbröllopsminne, sakkunnig att biträda inom Justitiedepartementet rörande revision av stadsplanelagstiftningen 1929-30, hos statens organisationsnämnd 1931-32, inom Justitie- och Jordbruksdepartementen 1935, inom Jordbruksdepartementet vid beredning av frågan om omorganisation av Rikets allmänna kartverk 1936-37. 
Hernlund invaldes som ledamot av Krigsvetenskapsakademien 1946 och av Svenska Läkaresällskapet 1955.